# Robert D. Schreiber

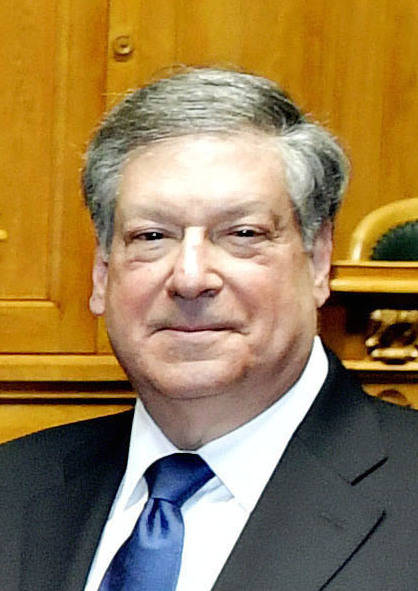
Robert D. Schreiber

Robert David Schreiber (* 25. April 1946 in Rochester, New York) ist ein US-amerikanischer Immunologe, der sich insbesondere um die Tumorimmunologie verdient gemacht hat.
Schreiber erwarb 1968 an der State University of New York at Buffalo einen Bachelor in Chemie und 1973 ebendort einen Ph.D. in Biochemie. Als Postdoktorand arbeitete er am Scripps Research Institute in La Jolla, Kalifornien, wo er auch zunächst als Forschungsassistent verblieb. Seit 1985 gehört er zum Lehrkörper der Washington University in St. Louis. Hier ist er (Stand 2017) AM Bursky & JM Bursky Distinguished Professor, Pathology and Immunology. Außerdem hat er dort eine Professur für molekulare Mikrobiologie inne und ist Direktor des Center for Human Immunology and Immunotherapy Programs.
Am Anfang seiner Karriere befasste sich Schreiber vor allem mit der Signalübertragung im Immunsystem durch Zytokine, insbesondere mit der Rolle von Interferon-γ. Hieraus entwickelte sich sein Interesse für die Interaktion des Immunsystems mit Krebszellen. Er entwickelte das Modell des cancer immunoediting, das besagt, dass das Immunsystem Krebszellen eliminieren kann, aber auch in einen Zustand des „Winterschlafs“ versetzen kann, was unter bestimmten Bedingungen sogar den Grad an Malignität der Erkrankung erhöhen kann, indem es unter den Tumorzellen diejenige selektioniert, die beim immunkompetenten Individuum am ehesten überleben können (Immunescape). Er entwickelte Konzepte zur Identifizierung von Neoantigenen, die für eine etwaige Krebsimpfung erfolgversprechend sind.
Schreiber hat laut Google Scholar einen h-Index von 144, laut Datenbank Scopus einen von 124 (Stand jeweils Dezember 2023).
1996 wurde er zum Fellow der American Association for the Advancement of Science gewählt, 2010 in die American Academy of Arts and Sciences, und 2013 in die National Academy of Sciences.
Er erhielt 2001 den William B. Coley Award des Cancer Research Institute, 2007 den Preis der Charles Rodolphe Brupbacher Stiftung und 2017 gemeinsam mit James P. Allison den Balzan-Preis der Internationalen Balzan-Stiftung.